# Dominik Chłond
Dominik Chłond – polski entomolog specjalizujący się w hemipterologii.
Jest absolwentem Wydziału Biologii i Ochrony Środowiska Uniwersytetu Śląskiego. Tam doktoryzował się w 22 czerwca 2007 roku pracą pt. Lądowe pluskwiaki różnoskrzydłe (Hemiptera, Heteroptera) ojcowskiego parku narodowego – geneza fauny. Za pracę tę otrzymał od International Heteropterists' Society Nagrodę Nilsa & Annemarie Møller Andersenów. Znalazł zatrudnienie jako adiunkt najpierw na Katedrze Zoologii Wydziału Biologii i Ochrony Środowiska Uniwersytetu Śląskiego, a następnie w Instytucie Biologii, Biotechnologii i Ochrony Środowiska Wydziału Nauk Przyrodniczych Uniwersytetu Śląskiego. Później uzyskał habilitację i stanowisko profesora uczelni.
Chłond specjalizuje się w pluskwiakach różnoskrzydłych z rodziny zajadkowatych. W obszarze jego zainteresowań leży ich taksonomia, filogeneza, specjacja, rozmieszczenie oraz ich bioróżnorodność, zwłaszcza w Afryce i na Madagaskarze. Opisał liczne nowe dla nauki taksony.